# Йоганн Рейнгольд фон Паткуль
Йоганн Рейнгольд фон Паткуль (нім. Johann Reinhold von Patkul; 27 липня 1660, Стокгольм — 10 жовтня 1707, Казімеж-Біскупі) — ліфляндський дворянин.
Перебував на військовій службі короля Швеції Карла XI. У 1689—1694 роках виступав за відновлення незалежності Ліфляндії і прав дворянства, за що переслідувався шведським урядом. Емігрував за кордон.

## На службі у Августа Сильного
Після того, як клопотання перед новим шведським королем Карлом XII про скасування вироку залишилися марними, у 1698 році став на службу до курфюрста Саксонії і короля Польщі Августа Сильного і в 1698 році був посвячений у таємні радники. Будучи посланий до Москви, сприяв укладенню Преображенського союзного договору між Саксонією, Польщею і Росією проти Швеції. У 1700 році, будучи генерал-майором, брав участь в облозі Риги і при наближенні невеликого шведського корпусу втік.

## Генерал Паткуль на службі у Петра I
Восени 1700 року за наказом Петра I гетьман Іван Мазепа посилає корпус козаків у Прибалтику на допомогу московській армії, яка вступила у війну зі Шведським королівством. Наказним гетьманом козацьких військ Полтавського, Київського та Ніжинського полків був призначений ніжинський полковник Іван Обидовський. «Мазепа, доручаючи племіннику велике козацьке з'єднання, явно сприяв його загартуванню, змужнінню, набуттю досвіду в нелегких умовах війни. Та полки у складі 7290 вояків прибули до Нарви запізно». 19 листопада росіяни зазнали розгромної поразки від шведської армії на чолі з Карлом XII. 
За даними В. Борисенка, з ініціативи Петра I генерал Паткуль ввів у козацькому загоні Данила Апостола пруські порядки і навіть запровадив муштру. Винних, у тому числі і старшин, за наказом генерала нещадно били шпіцрутенами, а сотника Родзянку Паткуль навіть був готовий стратити. Це обурило козаків і вони почали вимагати повернення додому. Проте, коли це було їм дозволено союзні шведам саксонські війська оточили козацький табір і відібрали всіх коней. Дорогою до Кракова на козаків напали шведські війська та загони їхніх прибічників — поляків і майже всіх перебили. Врятувалися лише полковник, два сотники та 80 козаків Ніжинського та Прилуцького полків, яким пощастило пробратися на Правобережжя. Звістка про поневіряння козаків Апостола швидко поширилась по Україні й викликала обурення старшини політикою російського командування щодо українського війська. Через невдачі у війні зі шведами загострилися і відносини між Мазепою і Січчю.
У 1702 році перейшов на службу в Росію, виконував дипломатичні та військові доручення Петра I. Російська імперія значною мірою зберегла права і привілеї місцевого населення, особливо свободу протестантського віросповідання, таким чином гарантуючи цим землям економічну, адміністративну, соціальну та культурну автономію. Права і привілеї датувалися в Лівонії з часів Тевтонського ордену, а в Естонії — Данського права. Зниження цих привілеїв у Шведської імперії було обумовлено висилкою Лівонської аристократії, і їх представник Йоганн Рейнгольд Паткуль успішно добивався приводу для війни проти Швеції, що гарантувало лояльність балтійської еліти, яка більшістю пручалася завоюванню російського царя. Умови капітуляції розповсюджувалися виключно на балтійських німців-бюргерів та іншу знать, права естонсько- і латисько-мовного населення не узгоджувались.

## Місія Паткуля
В середині лютого 1703 року з Відня до Москви повертався посланник царського уряду, відомий дипломат і генерал Й. Паткуль, який з 1702 року перейшов на службу в Росію. На Правобережній Україні він відвідав табір польсько-шляхетських військ і під час розмови з польним гетьманом А. Сенявським запропонував примирити козаків з Польщею. Сенявський ухопився за цю пропозицію і доручив дипломату від імені короля вести мирні переговори з козацькими ватажками.
У Білій Церкві Паткуль розпочав переговори з Палієм, заявивши, що представляє інтереси польського й російського урядів водночас, хоча повноважень таких фактично не має. На пропозицію дипломата повернути Польщі Білу Церкву Палій відповів, що виконає це негайно, якщо отримає письмовий наказ царя. Зважаючи на непоступливість козацького ватажка, Паткуль запропонував йому укласти з польським урядом перемир’я і навіть склав латинською мовою п’ять статей, що передбачали припинення боротьби на три місяці, дозвіл жителям (у тому числі шляхті) повернутися до своїх домівок, обмін полоненими, повернення на вимогу царського уряду Білої Церкви Польщі, зобов’язання послати козаків для участі у війні з шведами.
Непоступливість Палія вивели дипломата з рівноваги, і він назвав старого полковника «зрадником», погрожував накликати гнів царя та спрямувати усі сили Речі Посполитої на розгром козаків. Однак Паткуль мусив визнати, що у Палія багато війська і тому він не радив польному гетьману йти па Білу Церкву, а селянам-повстанцям оголосити амністію. Перебуваючи кілька днів у Білій Церкві, Паткуль познайомився ближче з Палієм і його козаками, а також дійшов висновку, що конфлікт на Правобережжі виник з вини шляхти, яка утискувала селян і козаків. Він дав високу оцінку і ватажкові козаків Семенові Палію. На цьому місія Паткуля скінчилася, не виправдавши сподівань польського уряду й шляхти.
Польський уряд продовжував наполягати на тому, щоб уряд Росії узяв участь у придушенні визвольного руху на Правобережжі й заборонив запорізьким козакам приєднуватися до повстань, пропонував гетьману Мазепі відібрати у Палія Білу Церкву й передати фортецю польському гарнізонові.
Проте царський уряд не дозволяв втручатися у боротьбу на Правобережжі гетьманові Мазепі. У березні й травні 1703 року правобережним козакам послане було навіть царське жалування.

## Останні роки
У 1704 році Й. Р. Паткуль їздив у Варшаву як російський міністр, а повертаючись в Росію, принагідно відвідав місто Фастів, де вів переговори з полковником Семеном Палієм, укалав з ним угоду про припинення повстань Речі Посполитої та участь козацьких загонів у війні проти Швеції.
Згодом у Польщі й Саксонії він командував російськими військами. Саксонський уряд 20 грудня 1705 року арештував Паткуля й звинуватив у тому, що він діяв без згоди Петра I. За Альтранштадським договором між Швецією і Саксонією (1706 рік) Паткуля було видано шведським властям (Карлу XII, оголошено зрадником і 10 жовтня 1707 року скарано жахливою смертю (колесовано і четвертовано).